# 瘪三
瘪三（上海话拼音：bikse，发音：[piɪ̄ʔsᴇ́]）是吴语中的常用詈语，指以乞讨或偷窃为生的无业遊民。

## 使用
“瘪三”最初是指以乞讨或偷窃为生的无业游民，且常常骨瘦如柴、衣衫褴褛。同时，该词还派生出了其他一些词汇，如“垃圾瘪三”指以拾垃圾为生的乞丐，“罗宋瘪三”指旧时流落在上海的白俄（或泛指落魄洋人），“洋装瘪三”指虽身着洋装但实际贫穷之人，“郑家木桥小瘪三”指旧时流落在洋泾浜上郑家木桥附近的瘪三。
不过如今“瘪三”一词有时也可被当作昵语使用，与“家伙”、“伙计”等相近。